# Hoffmannihadrurus
Hoffmannihadrurus es un género de escorpiones perteneciente a la familia Caraboctonidae.
El nombre del género Hoffmannihadrurus es en honor al aracnólogo mexicano Carlos C. Hoffmann (1876-1942), por sus contribuciones al conocimiento de los escorpiones mexicanos.

## Distribución
Las especies de este género son endémicas de México y se encuentran en los estados de Guerrero, Oaxaca, Puebla y Veracruz.

## Especies
Este género contiene las dos siguientes especies:
- Hoffmannihadrurus aztecus (Pocock, 1902)
- Hoffmannihadrurus gertschi (Soleglad, 1976)